# 1956年5月24日月食
1956年5月24日月食为一次在协调世界时1956年5月24日出現的月偏食。該次月食半影食分為2.044、全影食分為0.970。偏食維持了103分。

## 概述
這次月食的食分是16.09，偏食維持了103分。

## 基本參數
- 類型：月偏食
- 食甚資料：
  - 日期：1956年5月24日
  - 時間：15:31
  - 月球位置：赤經16.09度、赤緯-21.3度
  - 食分：半影食分：2.044、全影食分：0.970
  - 持續時間：偏食103分

## 外部連結
- NASA月食專頁（页面存档备份，存于）（英文）